# Bellevue (Nebraska)
Pour les articles homonymes, voir Bellevue.
Bellevue est une ville du comté de Sarpy, dans l’État du Nebraska, aux États-Unis. Sa population s’élevait à 50 137 habitants lors du recensement de 2010, estimée à 53 627 habitants en 2018.

## Histoire
Bellevue est la ville la plus ancienne de l'État et la troisième par sa population. La localité n'avait que 1 184 habitants en 1940, lorsque le gouvernement fédéral des États-Unis décida d'y construire une importante usine de bombardiers, qui employa plus de 14 000 travailleurs à son apogée, pendant la Seconde Guerre mondiale. En 1946, l'usine ferma ses portes, mais ses installations devinrent en 1948 la base aérienne d'Offutt, qui accueillit le Strategic Air Command la même année.

## Source
- (en) Cet article est partiellement ou en totalité issu de l’article de Wikipédia en anglais intitulé « Bellevue, Nebraska » (voir la liste des auteurs).

1. ↑  (en) « Population and Housing Unit Estimates » (consulté le 18 juillet 2019)
2. ↑  (en) « U.S. Decennial Census » [archive du 26 avril 2015], Census.gov (consulté le 19 avril 2013)
3. ↑  (en) « Population Estimates » [archive du 22 mai 2014], Bureau du recensement des États-Unis (consulté le 15 juillet 2014)